# Conti di Asti (età bassomedievale)
Asti divenne una monarchia il 14 agosto 1342 per dedizione ai Visconti.
Le continue lotte civili tra le casate guelfe e ghibelline, affiancate ai continui tentativi di conquista della città da parte delle Signorie limitrofe (Acaia, Savoia, Monferrato, Saluzzo), spinsero il libero Comune astigiano a sottomettersi alla signoria Viscontea.
La contea posta su una delle arterie principali del commercio, alla fine del XIV secolo,  garantiva ancora una rendita annua di 30.000 fiorini d'oro, con più di trenta castelli e le città di Bra e Cherasco.
Dopo la dominazione viscontea, la "patria astese" passò in dote agli Orleans, ritornò ai Visconti dopo la cattura di Carlo duca d'Orléans ad Anzicourt e nuovamente ai francesi dopo la liberazione dell'Orleans.
Con la sconfitta di Francesco I nella battaglia di Pavia del 1525, Asti passò sotto i dominii di Carlo V che il 3 aprile 1531 ne fece dono a Beatrice di Portogallo moglie di Carlo III di Savoia.

## Signori di Asti
| Periodo   | Conte                      | Note                   |
| 1342 1349 | Luchino Visconti           | conquistatore          |
| 1349 1354 | Giovanni Visconti          | fratello e arcivescovo |
| 1354 1356 | Galeazzo II Visconti       | nipote                 |
| 1356 1372 | Giovanni II del Monferrato | conquistatore          |
| 1372 1378 | Ottone III del Monferrato  | figlio                 |
| 1379 1389 | Gian Galeazzo Visconti     | conquistatore          |
| --------- | -------------------------- | ---------------------- |

## Conti di Asti
| Periodo     | Conte                                | Note                                      |
| 1389 1407   | Valentina Visconti e Luigi di Valois | dote matrimoniale offerta da Giangaleazzo |
| 1407 1415   | Carlo di Valois                      | figlio                                    |
| 1415 1447   | Filippo Maria Visconti               | reggente                                  |
| 1447 1465   | Carlo di Valois                      | restaurato                                |
| 1465 1482   | Maria di Clèves                      | reggente                                  |
| 1482 1512   | Luigi XII                            | figlio                                    |
| 1512 1513   | Guglielmo IX del Monferrato          |                                           |
| 1513 1515   | Massimiliano Sforza                  |                                           |
| 1515 1521   | Francesco I di Francia               |                                           |
| 1521 1523   | Francesco II Sforza                  |                                           |
| 1523 1525   | Francesco I di Francia               |                                           |
| 1525 1531   | Carlo V                              |                                           |
| 1531 1538   | Beatrice di Portogallo               | Moglie di Carlo III                       |
| 1538 1580   | Emanuele Filiberto I di Savoia       |                                           |
| 1580 1630   | Carlo Emanuele I di Savoia           |                                           |
| 1630 1637   | Vittorio Amedeo I di Savoia          |                                           |
| 1637 1639   | Maria Cristina di Borbone-Francia    |                                           |
| 1639 1642   | Tommaso Francesco di Savoia          |                                           |
| 1642 1648   | Maria Cristina di Borbone-Francia    |                                           |
| 1648 1675   | Carlo Emanuele II di Savoia          |                                           |
| 1675 1703   | Vittorio Amedeo II di Savoia         |                                           |
| 1703 1705   | Luigi Giuseppe di Borbone-Vendôme    |                                           |
| 1706 in poi | Vittorio Amedeo II di Savoia         | Dal 1720 Re di Sardegna                   |
| ----------- | ------------------------------------ | ----------------------------------------- |

## Fonti
- Guglielmo Ventura, Memoriale
- Secondino Ventura, Memoriale
- Codex Astensis